# Liparides-Orbélian
Les Liparides (en géorgien : ლიპარიტები) sont des féodaux géorgiens issus de la famille noble arménienne des Mamikonian et à l'origine des Orbélian ou Orbéliani (en arménien Օրբելիներ).

## Origine
Selon l’hypothèse formulée par Cyrille Toumanoff, l’ancêtre des « Liparides » serait un prince Artavazde Mamikonian, stratège des Anatoliques, réfugié en Ibérie en 771 lors de l’effondrement de la puissance de sa famille en Arménie. 
Un de ses descendants, l’éponyme Liparit mentionné vers 876/888 s’établit dans la province de Trialéti dans le sud de la Géorgie, où ses descendants reçoivent le surnom de « Baghuashi » et le titre de duc de Kldékarni-Trialéti et de Margvéri. Ils s'établissent également dans l'ouest de l'Ibérie et Iwané Ier obtient le fief d’« Orbéti-Samschvildé » qui plus tard donnera, sans doute, son nom à la famille.
La continuité de la dynastie commence avec Liparit Ier qui joue un grand rôle dans  la constitution de la Géorgie unifiée par Bagrat III de Géorgie. Les premiers membres de la famille à porter le nom d’Orbélian sont Abouleth, fils d'Iwané, sous le règne de David IV de Géorgie, et son cousin Iwané II, premier secrétaire de Georges III de Géorgie, dont le père n'est pas mentionné.
Les Liparides n’hésitent pas à s’opposer aux rois Bagrat IV de Géorgie et Georges III de Géorgie qu’ils tentent de renverser pour porter au trône leur candidat, le jeune Demna de Géorgie, fils de David V de Géorgie, qui est le gendre de l’un d’entre eux. La branche aînée de la famille est décimée après l’échec de la conspiration en 1177. 
Les Orbélian obtiennent vers 1175 la principauté arménienne de Siounie en fief des rois de Géorgie. Ils règnent sur diverses parties de la région jusqu'à l'annexion de leur principauté par les Timourides en 1437. Doulandoukht, la fille de leur dernier prince Beschken II, est l'épouse vers 1410/1411 du roi Alexandre Ier de Géorgie.
Certaines filiations et la numérotation des princes homonymes « Liparides » restent conjecturales. Selon Cyrille Toumanoff, les princes exercent le plus souvent le pouvoir comme chefs de la « Maison indivise ». De ce fait, dans certaines généalogies comme celle de Anthony Stokvis, à l’exemple des présentations de Marie-Félicité Brosset, même les cadets sont dotés d’un numéro d’ordre.

## Liparides
- Vers 980 : Liparit Ier, contemporain de Bagrat III de Géorgie ;
- après 1014-1023 : Zwiad, fils de Liparit Ier, qui fait inhumer le roi Bagrat III de Géorgie en 1014 ;
- tué en 1021 : Hrat Ier, fils de Liparit Ier, général des armées géorgiennes sous Georges Ier, tué lors de la bataille de Shirimni le 11 septembre 1021 ;
- mort en 1022 : Liparit III, son fils ;
- 1022- ???? : Hrat II, son frère[4] ;
- 1022-1059 : Liparit IV, fils de Liparit III, allié puis adversaire du roi Bagrat IV de Géorgie, éristhaw de Karthli, éristhaw des éristhaws, mort moine à Constantinople sous le nom d'Antoine ;
- 1047-1048 : Hrat III, fils de Liparit IV, tué au service de Byzance ;
- 1059-1080/89 :  Iwané Ier, fils de Liparit IV, duc de Margvéti et d’Orbéti-Samschvildé ;
- 1089-1093 : Liparit V de Trialeth, fils d’Iwané Ier, emprisonné par David IV de Géorgie ;
- 1093-1101 : Hrat IV, son fils, mort en 1101.

## Orbélian
- 1121-???? : Abouleth Orbélian, fils d’Iwané (III), sous David IV de Géorgie ;
- ????- ???? : Iwané IV, son fils, mort en 1145 ;
- 1101-1128 : Iwané II Orbélian, prince de Lori-Somkhéti sous David IV de Géorgie ;
- 1128-1161 : Smbat Ier, son fils, sous Démétrius Ier de Géorgie, mort moine sous le nom de Simon ;
- 1161-1177 : Iwané V, son fils, « chef des Mandatores », aveuglé en 1177, mort en 1183 lors de la conspiration contre Georges III de Géorgie ;
- 1177-1177 : Smbat II, son fils, exécuté en 1177 ;
- 1177-???? : Liparit VI, son oncle, maréchal en 1185 ;
- ????-1177 : Kawthar, son frère, exécuté en 1177 ;
- 1175-1187 : Elikoum Ier, fils de Liparit VI, prince de Siounie (cf. ci-dessous) ;
- 1184-???? : Iwané VI, fils de Liparit VI, duc d’Orbéti-Samschvildé.

## Princes Orbélian de Siounie
- 1175-1187 : Elikoum Ier, fils de Liparit VI ;

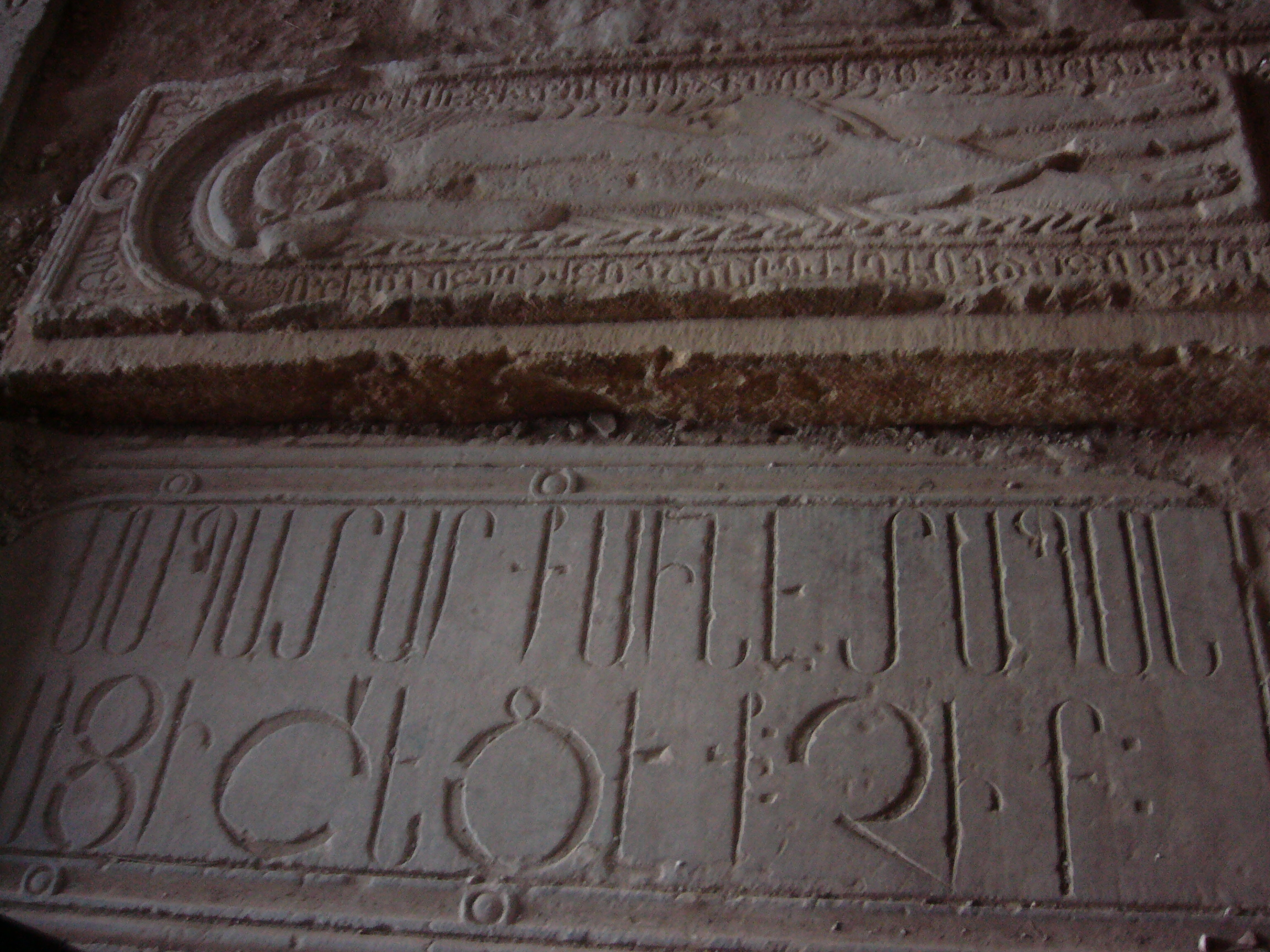
Pierres tombales de Smbat III et de son neveu Elikoum III Orbélian, dans la chapelle Saint-Grégoire du monastère de Noravank.

- 1187-1225 : Liparit Ier, son fils, prince de Siounie en 1202 ;
- 1225-1250 : Elikoum II, son fils, prince de Vayots Dzor ;
- 1250-1273 : Smbat III, son frère, prince de Vayots Dzor, d'Orotn et d'Ourts, « roi de Siounie » ;
- 1273-1290 : Tarsayitch Ier, son frère prince, d'Orotn ;
- 1290-1300 : Elikoum III, son fils ;
- 1300-1340 : Biourtel Ier, son fils ;
- 1340-1349 : Beschken Ier, son fils ;
- 1349-1407 : Biourtel II, fils d'Iwané, son neveu ;
- 1407-1421 : Smbat IV, son frère prince d'Orotn et d'Ouplistsikhé ;
- 1421-1437 : Beschken II, son fils (mort en 1438), prince de Lori-Somkhéti.